# فريبورت (البهاما)
فريبورت هي مدينة ومنطقة تجارية حرة في جزيرة جراند باهاما، التي تقع نحو 100 ميل (160 كم) شرق شمال شرق فورت لودرديل بولاية فلوريدا، وهي مدينة في البهاما.
في عام 1955، تم إعطاء والاس غرووفز، وهو رجل أعمال من ولاية فرجينيا، تم منحه 50,000 فدان (200 كم²) من مساحات كبيرة من المستنقعات والأحراش من قِبل حكومة جزر البهاما لتطوير المنطقة اقتصاديا. فبنيت مدينة فريبورت، والتي نمت لتصبح ثاني أكبر مدينة من حيث عدد السكان في جزر البهاما بعد العاصمة، ناساو. المطار الرئيسي الذي يخدم المدينة هو المطار الدولي لجراند باهاما.
هيئة ميناء غراند بهاما (GBPA) تعمل كمنطقة للتجارة الحرة، بموجب اتفاق تم التوقيع عليه في أغسطس 1955 حيث وافقت حكومة جزر البهاما على الشركات في منطقة فريبورت أن لا تدفع أي ضرائب حتى عام 2054.

## التاريخ
فريبورت هي منطقة بمساحة 230 ميل مربع للتجارة الحرة على جزيرة جراند باهاما، التي أنشئت في عام 1955 من جانب حكومة جزر البهاما. وظهرت مدينة فريبورت من منحة الأرض تتألف من 50000 فدان من المستنقعات والأراضي المغطاة بالشجيرات لتصبح مركزا عالميا. تعمل هيئة ميناء غراند بهاما (GBPA) على إدارة منطقة التجارة الحرة، بموجب صلاحيات خاصة ممنوحة من قبل الحكومة، والتي مددت مؤخرا حتى 3 أغسطس 2054. الاتفاق أيضا على زيادة منح الأراضي إلى 138000 فدان.

## الاقتصاد
أهم موارد ودخل المدينة يأتي من السياحة، والتي وصلت إلى أكثر من مليون زائر في السنة، ولكن قد تضائل العدد بشكل كبير منذ عام 2004 نتيجة لضرب اثنين من الأعاصير الكبرى الجزيرة. ويتركز جزء كبير من الصناعة السياحية على شاطئ البحر في ضاحية لوكايا، نسبة لشغب اللوكايا الذين سكنوا المنطقة قبل اكتشاف كولومبوس الجزيرة. غالبا ما يتم الترويج للمدينة تحت اسم «فريبورت/لوكايا». وتقع معظم الفنادق في الجزيرة على طول الساحل الجنوبي التي تواجه بروفيدانس شمال غرب القناة. أماكن التسوق الأولية للسياح تشمل بازار فريبورت الدولي قرب وسط المدينة وميناء لوكايا ويقع السوق أيضاً في لوكايا.